# La Légende de l'Écossais volant
La Légende de l'Écossais volant (titre original : Paperino e la leggenda dello Scozzese volante) est une bande dessinée de Romano Scarpa (encrage par Luciano Gatto) mettant en scène les personnages Balthazar Picsou, Donald Duck et Riri, Fifi et Loulou Duck, initialement publiée en deux parties dans le magazine italien Topolino, dans les numéros 174 et 175 en 1957.

## Publications
Dans son pays d'origine, l'Italie, l'histoire a été au départ publiée en deux parties dans le magazine italien Topolino, dans les numéros 174 et 175 en 1957. 
En France, elle a été publiée dans la Mickey Parade no 17 en 1981, dans le Picsou Magazine no 456 en 2010, dans le Picsou Magazine (albums) no B62, dans l'intégrale Romano Scarpa no 2 1956-1957 en 2018, dans le Picsou Magazine no 548 en 2019 et le Mickey Parade (albums) no A14.

## Résumé
Déprimé depuis un certain temps, Picsou est décidé d'acheter le remède permettant de retrouver sa bonne humeur, mais ce remède a un prix : « 10 dollars ». Après avoir vérifié s'il était raisonnable de faire une telle dépense auprès de son banquier et de l'état de ses affaires, il décide d'acheter ce fameux médicament. Ce dernier est un  « Kaïbi », un étrange oiseau qui remonte le moral à son entourage grâce à son chant. Mais ce dernier est très délicat, il doit être nourri d'une demi-sardine fraîche par semaine et elle doit être coupée dans le sens de la longueur. Mais malheureusement, quand le jour où il faut nourrir le Kaïbi arrive, Picsou découvre qu'il y a une grosse pénurie de sardines. Picsou accompagné de son neveu Donald, part à la recherche d'une sardine et après plusieurs échecs et par peur que l'oiseau ne meurt de faim, il décide d'appeler ses agents commerciaux à travers tous les États-Unis, mais en vain. Même piéger le kaïbi pour faire croire qu'une sardine est fraîche alors qu'elle ne l'est pas ne marche pas. 
En suivant une suggestion de Riri, Fifi et Loulou, Picsou décide de faire appel à l'usine de conserverie « Laflotille » mettant les sardines en boites. Mais l'usine est en déficit et vend à Picsou une sardine à un prix réellement exorbitant. L'écossais préfère donc acheter l'usine. Mais même en contrôlant plusieurs chalutiers permettant d'avoir accès à plusieurs océans, impossible d'obtenir des sardines. Cette disparition inquiète Donald qui décide d'enquêter avec ses neveux. En demandant au commandant de bord, il découvre que les sardines se serait cachées après avoir été effrayées par « l'écossais volant », un navire qui volerait dans le ciel. Pour preuve, le commandant leur montre une photo du vaisseau. La famille Duck décide de partir en expédition pour trouver le bateau, reprenant espoir, Picsou va les accompagner.
À bord d'un des chalutiers de Picsou, les canards essaient de trouver un banc de sardines par la chance étant donné que c'est à cause de l'imprévisibilité de ces dernières que les pêcheurs ne les trouvent pas. L'objectif est atteint et une vague de sardines tombe sur le bateau permettant de nourrir le Kaïbi. Ils tombent nez à nez devant le fameux écossais volant et repèrent une personne, sans doute le capitaine, à son bord. Ce dernier ne semble pas étranger à Picsou. Le navire disparaît dans les nuages. Donald et les triplés décident de jeter les sardines à la mer, contre l'avis de Picsou, car ils n'ont rien pour les conserver et vont finir par pourrir.
Plusieurs jours après, ils font escale à Tegucigalpa, la capitale du Honduras et décident d'aller acheter une sardine car il est temps de nourrir le kaïbi. Le commerçant ne comprend pas cette demande alors que la date du jour est le 3 mai. En effet, tous les ans à cette date, une pluie de sardines s'abat dans la ville et les habitants viennent récupérer les poissons avec des récipients. Picsou y voit un moyen de redresser sa conserverie mais Riri, Fifi et Loulou l'arrêtent tout de suite en expliquant que ce phénomène permet de nourrir les personnes les plus démunies. Mais ça n'empêche pas le milliardaire de déployer un aéronef pour pouvoir atteindre l'écossais volant. 
En embarquant sur le navire, ils sont dans un premier temps accueillis avec hostilité par le capitaine jusqu'à ce que Picsou découvre qu'il s'agit en réalité de son ancêtre, Pic McPicsou. Ce dernier leur raconte qu'il était autrefois un amateur de sardines et avec son équipage en volait régulièrement dans des villages. Et le 3 mai 1666, après un pillage à Tegucigalpa et un butin bien rempli, son navire ne peut plus avancer à cause du manque du vent. Son équipage lui demande de se débarrasser des sardines avant qu'elles ne pourrissent mais le capitaine refuse. À cause de la puanteur, les marins abandonnent le navire laissant l'écossais seul. Bloqué dans son navire, il fait la promesse que si le vent se lève de nouveau, il distribuerait des sardines tous les ans à Tegucigalpa pendant 300 ans. Il lui reste maintenant 9 années mais il est maintenant totalement épuisé. Picsou propose de l'aider en faisant la distribution de sardines à Tegucigalpa à sa place grâce à sa conserverie. Ce qui permet de lever la malédiction de Pic qui n'aura plus à vider la mer de sardines et qui permet au milliardaire d'assurer de pouvoir nourrir le kaïbi. En voyant Picsou ému de voir son ancêtre sortir de sa malédiction, les neveux s’aperçoivent agréablement que leur oncle possède un cœur.

## Personnages
- Balthazar Picsou
- Le Kaïbi
- Donald Duck
- Riri, Fifi et Loulou Duck
- Pic McPicsou

## Inspirations
L'histoire n'est pas complètement née du fruit de l'imagination de Scarpa mais est tirée d'événements réels. En effet, la pluie de sardines du début de l'histoire tombant à proximité de Tegucigalpa, la capitale du Honduras est un phénomène qui existe réellement et qui arrive tous les ans.
Pour son histoire, Scarpa combine ce phénomène avec la légende du vaisseau fantôme le Hollandais volant transcrite dans la poésie de Heinrich Heine en 1834 et dans l'opéra Der fliegende Holländer de Richard Wagner en 1843. Comme le personnage du poème, l'ancêtre de Picsou, Pic McPicsou est un capitaine condamné à naviguer éternellement. L'auteur américain Carl Barks fera également une histoire de Picsou s'inspirant du Hollandais volant deux ans plus tard avec l'histoire Le Trésor du Hollandais volant (The Flying Dutchman).
L'oiseau nommé Kaïbi est une espèce inventée pour l'histoire et son inspiration pourrait provenir d'un autre volatile fictif, l'Aracuan provenant du film Les Trois Caballeros.
Dans la fin de l'histoire, Donald et ses neveux découvrent que Picsou a fait une bonne action et se demandent s'il n'aurait pas un cœur finalement. C'est une fin très ressemblante et avec les mêmes répliques à celle de l’histoire Retour au Klondike de Carl Barks de 1953.